# Un giorno a settembre
Un giorno a settembre (One Day in September) è un film del 1999 diretto da Kevin Macdonald.

## Trama
Si tratta di un documentario che racconta i fatti del 5 settembre 1972, quando, durante i Giochi della XX Olimpiade svolti a Monaco di Baviera, un commando dell'organizzazione palestinese Settembre Nero sequestrò ed uccise 11 atleti israeliani (Massacro di Monaco).

## Riconoscimenti
Il film ha vinto l'Oscar al miglior documentario nel 2000.